# Наскальные рисунки Каскабулак
Наскальные рисунки Каскабулак расположены на высоте 3300 м над уровнем моря, на территории государственного природного заповедника Аксу-Джабаглы в Туркестанской области.
Петроглифы хорошо сохранились и можно четко разглядеть рисунки: горных козлов, маралов и др.
На сегодняшний день определить возраст петроглифов учеными не удалось. Ученые относят наскальные к бронзовому веку.